# Новомосковський повіт
Новомосковський повіт — історична адміністративно-територіальна одиниця Катеринославської губернії Російської імперії із центром у місті Новомосковськ.

## Розташування
Займав північну частину губернії.

## Підпорядкування

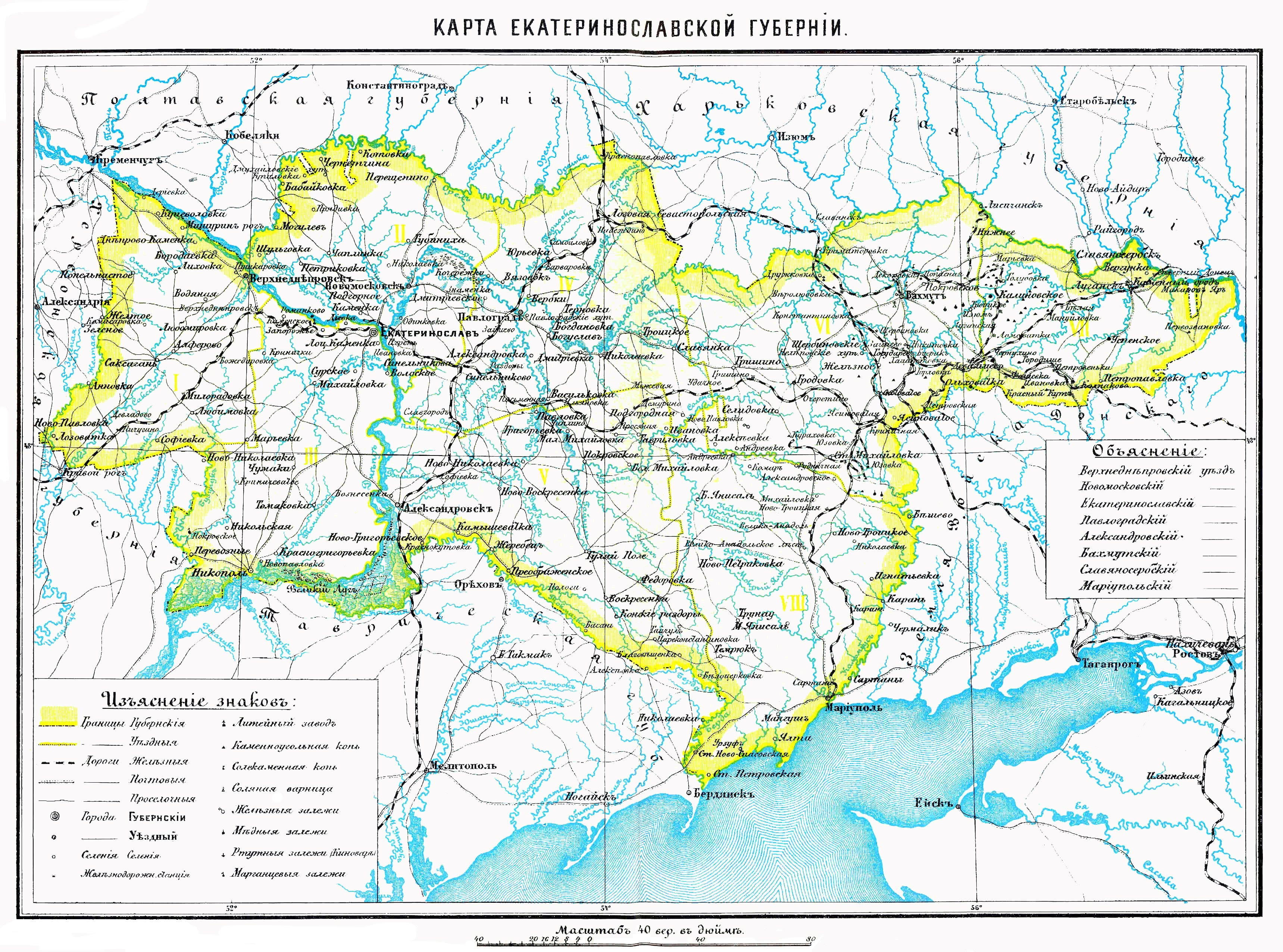
Карта Катеринославської губернії

- У 1784-1796 роках у складі Катеринославського намісництва
- У 1796-1802 роках у складі Новоросійської губернії
- З 1802-1917 у складі Катеринославської губернії Російської імперії: З 1884 року діяла Земська пошта Новомосковського повіту
- У березні-квітні 1918 року увійшов до складу Січової і Самарської земель УНР.
- У квітні-грудні 1918 у складі Катеринославської губернії Української держави
- У 1919-1923 у складі Катеринославської губернії УСРР.

## Склад повіту

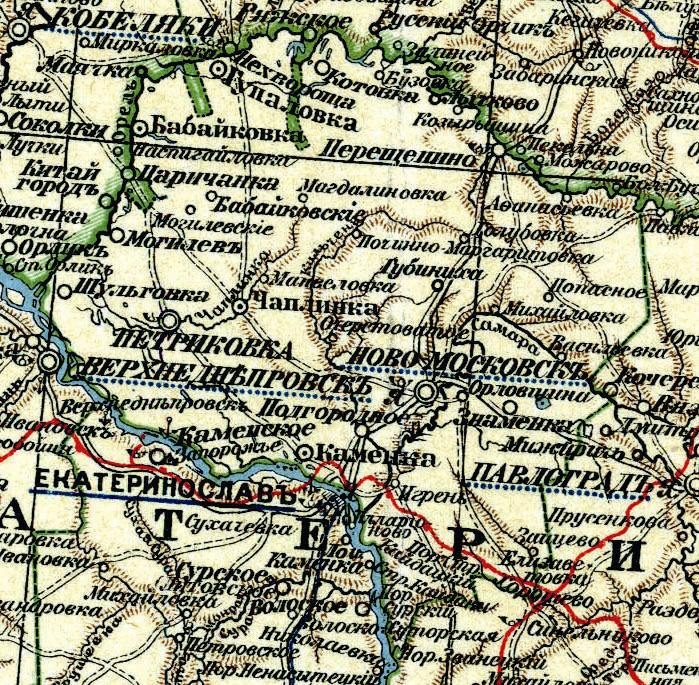
Новомосковський повіт на карті часів Російської імперії.

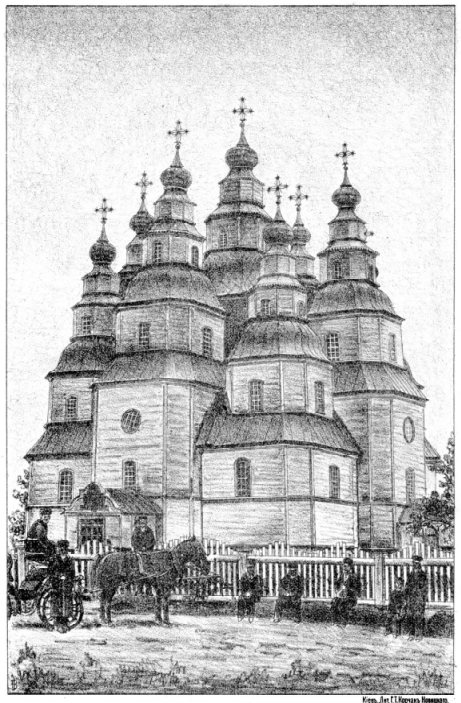
Церква Пресвятої Трійці у Новомосковську, 1888

Станом на 1886 рік налічував 190 сільських громад, 227 поселень у 39 волостях. Населення — 162980 осіб (82021 чоловічої статі та 80959 — жіночої), 25920 дворових господарств.
|                     | Площа, десятин | У тому числі орної, дес. |
| ------------------- | -------------- | ------------------------ |
| Сільських громад    | 248320         | 172093                   |
| Приватної власності | 298534         | 82749                    |
| Казенної власності  | 2032           | 651                      |
| Іншої власності     | 14873          | 5367                     |
| Загалом             | 563759         | 260860                   |

Волості повіту:
- місто Новомосковськ з передмістями Воронівка, Животилівка, Красний Кут, Кущівка, Матня, Перевал, Поділ, Решетняків Кут.
- Бабайківська
- Бузівська
- Василівська
- Вільнянська
- Воскресенська
- Голубівська
- Губинівська
- Гупалівська
- Жданівська
- Знаменська
- Йозефстальська
- Кам'янська
- Карабинівська
- Котовська
- Лисаветівська перша
- Лисаветівська друга
- Личківська
- Любимівська
- Магдалинівська
- Мануйлівська
- Миколаївська
- Могилівська
- Новомосковська
- Новоселівська
- Олександрівська
- Очеретуватівська
- Панасівська
- Паньківська
- Петриківська
- Підгороднянська
- Попаснянська
- Почино-Софіївська
- Прядівська
- Спаська
- Хорошевська
- Чаплинська
- Чернеччинська
- Шульгівська
- Юр'ївська

У 1909 році існувало 186 поселень у 36 волостях. Населення становило 298185 осіб (157659 чоловічої статі та 140526 — жіночої), 47279 дворових господарств.